# Карасево (Курганская область)
Карасёво (тат. Карасу) — село в Сафакулевском районе Курганской области. Административный центр и единственный населённый пункт Карасёвского сельсовета.Школа закрыта.

## История
До 1917 года центр Карасевской волости Челябинского уезда Оренбургской губернии. По данным на 1926 год деревня Карасёво состояла из 295 хозяйств. В административном отношении являлась центром Карасёвского сельсовета Яланского района Челябинского округа Уральской области.

## Население
| 1989 | 2002 | 2010 | 2012 | 2013 | 2014 | 2015 |
| ---- | ---- | ---- | ---- | ---- | ---- | ---- |
| 767  | ↘651 | ↘462 | ↘433 | ↘397 | ↘382 | ↘370 |
| 2016 | 2017 | 2018 | 2019 | 2020 |      |      |
| ↘354 | ↘353 | ↘342 | ↘337 | ↘332 |      |      |

По данным переписи 1926 года в деревне проживало 1328 человек (633 мужчины и 695 женщин), в том числе: татары составляли 100 % населения.
Население является носителями сафакулевского говора казанского диалекта татарского языка.

## Инфраструктура
В селе имеется средняя школа, в 2008 году которой присвоен статус школы национальной (татарской) культуры в условиях поликультурной и полиэтничной среды.